# Desmeocraerula senicula
Desmeocraerula senicula är en fjärilsart som beskrevs av Sergius G. Kiriakoff 1963. Desmeocraerula senicula ingår i släktet Desmeocraerula och familjen tandspinnare. Inga underarter finns listade i Catalogue of Life.